# 魔法使いなら味噌を喰え!
『魔法使いなら味噌を喰え!』（まほうつかいならみそをくえ!）は、澄守彩による日本のライトノベル。イラストはシロウが担当している。講談社ラノベ文庫（講談社）より2011年12月から2012年11月まで刊行された。第1回講談社ラノベ文庫新人賞大賞受賞作。
メディアミックス展開の一つとして、新人賞作品募集時に告知されていたプロモーション映像が製作された。

## あらすじ
小説第1巻
不可思議なスーパーパワーである「魔法」の存在が明らかになったものの、魔法抑止物質「MISO」の存在も判明したことで、魔法が単なる一技術として扱われるようになった世界。魔法学校に通う高校生・八丁屋将太のところにある朝突然、魔法発祥の地であるマジエール公国の公女アルテミシアが乱入してきた。マジエール公国出身である将太の母により将太がアルの教育係にされたようなのだが、将太の魔法を操る力は正直言って大したレベルではなく、魔法先進国マジエール公国のプリンセスに教えるようなことなどないはず。はたして、アルが将太の下に送り込まれた理由とは何か。アルを追う形でマジエール公国に仕える少女マヌエラ、そしてアルの姉セレスティーヌ公女もやってくる。そのほかにも背後で黒幕の動きも……。将太をめぐるドタバタ劇が開幕する。
小説第2巻
紆余曲折の結果、将太のところで母マジエール公王の特命による生体実験の被験者生活を送ることとなったアル。今やそれを食するものは全世界で将太初めわずか数名であり、魔法使いにとっては天敵とも言える「味噌」を食べ続けることによって、将太が持つ特殊能力がマジエール人にも得られるのかを確かめるためである。今日もアルが将太特製の味噌料理をいやいや口にしていたところ、宅配業者の配達員を装った少女に突然将太が拉致される。果たして謎の少女リズの狙いはどこにあるのだろうか。そうこうしているうちにさらに手ごわい相手もリズを追って現れる。襲来した新キャラクターと将太・アル・セレス・マヌエラ・麗羅らの思惑がぶつかり合い、将太の周りは相変わらず魔法が飛び交い騒がしい。
小説第3巻
今朝も将太が味噌料理をアルにおいしく食べさせようと試行錯誤していたところ、将太の母八丁屋ノエリ博士が突然現れ、調査と称して将太を移動魔法で日本各地に連れ回し始める。3年前からマジエール公国で魔法研究を行っていたノエリ博士が、なぜいきなり日本にやってきたのか、性急かつ強引な調査の目的は果たして何なのか。他方で、いつも無気力傾向の将太が今回妙に精力的でノエリの調査に協力的なのはなぜか。将太にもノエリにもハブられたアルの逆襲ははたしてどのようになるのか。ノエリの不穏な動きを察知したセレスとマヌエラ、師匠のノエリにより事態に思いっきり巻き込まれてしまった麗羅、それぞれの思惑はいかに。ストーリーは紆余曲折を経ながら、日本の霊峰へと向かっていく。
小説第4巻
ノエリが巻き起こした一騒動も決着して平穏な日々が戻ってきた将太周辺であったが、一連の騒動は将太の中にアルに対する意識を生み出していた。そんな中、セレスとマヌエラの動きがどうもおかしい。マヌエラが将太宅の冷蔵庫から勝手に味噌を持ち出したり、セレスが妙にやつれてげっそりとした様子でいたり。ついにはクリスマス前で金欠気味の将太のところに「バイト代ははずむのでセレス向けの味噌料理を作って欲しい」などという依頼まで来たりする。あれほど味噌を食べることを拒否していたセレスに一体何があったのか。一方で、ノエリにより味噌食生体実験の観察結果も徐々にまとまりつつあった。マジエールに戻ったはずのリズも再び乱入してきた区切りの第4巻、皆の区切りはどのようにつけられるのか。

## 登場人物
- 特に記述のない登場人物は小説第1巻から登場している。
- 声優はプロモーションアニメ（後述）のもの[注 2]。

八丁屋 将太（はっちょうや しょうた）
声：鈴木達央
本作の主人公。年齢は16歳である。
日本人で魔法理論およびMISO研究の第一人者の父・太志（ふとし）とマジエール公国出身で魔法使いとして世界有数の実力を持つ魔法研究者の母ノエリを持つ。いわゆるハーフであるが、容姿的には日本人そのものであり、母ノエリとの容姿的な隔たりは大きい。魔法学校である国立みなとの丘学園の高等部1年E組の生徒であるが、家系的な毛並みの良さに沿わず将太の魔法の成績はぱっとせず周囲からは落ちこぼれと見られている。
魔法抑止物質MISOの影響下でも魔法の効果を有効にする能力「MISOキャンセラー」の持ち主であり、その能力は味噌料理を食べ続けることによって得られたと推測されている。MISOキャンセラーの能力は、スーパーパワーである魔法を抑制するMISOの効果を打ち消すことから現在の世界のパワーバランスを崩しかねないものであり、現状唯一の確認された能力者である将太はマジエール公国関係の各勢力から注目を集めることとなる。
アルテミシア・ジュヌヴィエーヴ・デ・マジエール（作中通称 アル）
声：日高里菜
本作のヒロインの一人。魔法先進国であるマジエール公国の第2公女であり、年齢は13歳。
魔法の能力は世間一般の水準を基準とすれば十分に高く高位魔法の詠唱もこなすが、姉のセレスといったさらに高位の魔法使いが周囲にいるため、肩身が狭い思いもしている。事情により未修得の高位魔法である「魔法礼装」を早期にマスターする必要に迫られたため、将太の母ノエリの紹介により将太のところに送り込まれてきた。その後ストーリーの進展により、将太のところで母親であるマジエール公王の特命により生体実験（魔法使いが味噌を食べ続けるとMISOキャンセラー能力が生じるのか否か）を行うことになる。ただしマジエール公国人にとって味噌は体質的に受け付けがたいものであるようで、小説第3巻では催眠状態にあることで味噌を美味いと思っていても体は全力で拒絶しているという悲惨な状態も描写された。
小説第1巻において、将太と同じみなとの丘学園高等部1年E組に転入した。
セレスティーヌ・エディト・デ・マジエール（作中通称 セレス）
声：中原麻衣
本作のヒロインの一人。アルの姉でマジエール公国の第1公女。年齢は17歳である。
魔法については魔法先進国であるマジエール公国においても五指に入る実力者である。歌手としても活動しており「魔界の歌姫」の異名を持つ。性格的にはかなり自己中心的な面が見られ、将太にも「容姿的にはど真ん中のスローボール（絶好球）だが爆弾」と評されている。ストーリーの進行により、みなとの丘学園の臨時講師という立場で日本に留まることとなる。アル同様にセレスにも母公王より生体実験の特命が下っているが、しぶしぶながらも将太製味噌料理を口にしているアルと違い、セレスは味噌を食することを拒否している状況である。
母公王とは折り合いが悪く、セレス自身が母公王について蔑称で呼ぶ描写が作中に数多く見られる。特命によりセレスの歌手活動は強制的に中断させられている状況であるため、母公王との取引材料を入手して歌手活動再開につなげようと考えており、取引材料の元を生み出しやすい状況にある将太の動向に関心を持っている。
マヌエラ・ベシェントリ
声：広橋涼
本作のヒロインの一人。マジエール公国に仕える少女であり、作中ではセレス公女の配下として行動することが多い。
セレスを尊敬しており「あらゆる面で私を上回る、手の届かぬ存在」と崇めている。マヌエラ自身も魔法使いとしての能力は高く、作中の描写からみてストーリー開始時点においては能力的にアルを上回っていると考えられる。魔法の系統としては水魔法を得意としている。セレスの命によりアルを追う形でみなとの丘学園高等部1年E組に転入した。その後ストーリーの進展によりセレスがしばらく日本に留まることとなったことから、マヌエラも引き続きみなとの丘学園に通うこととなる。
田中 麗羅（たなか れいら）
将太と武一が属するみなとの丘学園高等部1年E組担任の19歳。
魔法の能力は高く、マジエール公王家など未登録の有力魔法使いがいるとはいえ現在の魔法使い世界ランキングにおいてトップである。かつては将太の母ノエリの弟子であったが、3年前にノエリがマジエール公国に研究拠点を移すにあたって日本に残る将太の監視役を命ぜられ、以来将太の住むマンションで生活している。魔法能力とは異なり生活能力は低く、将太に「（麗羅は）家事全般ダメ」と評されている。過去に魔法の施術に失敗したことにより、精神的に重圧を受けるなどした場合に外見がカバに変身するようになってしまった。
将太との生活の中で将太が作る味噌料理を食するようになった、現世界で味噌を食する数少ない人間の1人である。麗羅の「変化の魔法」は本来現世界では発動しないはずの魔法であり、その発動は味噌を継続して食したことによるものと推測されている。
諸岡 武一（もろおか ぶいち）
将太のクラスメートの少年。
将太により「モブ」とあだ名をつけられた。将太によるとみなとの丘学園での成績はあまり良くないようであり、作中の描写においても「切れ者」的な扱いはない。
将太との付き合いの中で味噌料理を食するようになった、現世界で味噌を食する数少ない人間の1人である。武一の「光魔法」も（威力は低いとはいえ）本来現世界では発動しないはずの魔法とされており、その発動は味噌を継続して食したことによるものと推測されている。
リズ・リュシエンヌ・デ・マジエール
小説第2巻において登場したマジエール王家のプリンセスであり、マジエール王位継承権第9位保持者である。年齢は15歳。
幼少の頃にアル・セレス姉妹によってひどい目にあわされており「マジエール公王家のどてかぼちゃ姉妹を社会的に抹殺する!」（本人談）目的で日本にやってきて、将太に接触（宅配業者を装って将太を拉致）し協力を要請した。ただし当時幼少であったアルはその出来事を記憶しておらず、その出来事の非がアルに無いとすればむしろ協調した方がよいと考えた将太により、小説第2巻後半ではアルとタッグを組んで事態に当たるようになる。マヌエラ曰く「箱入りのプリンセス」であるが、将太による身分差を感じさせない接し方にむしろ喜んでいるよう作中で描写されている。
通常は防御重視である魔法礼装であるが、リズの魔法礼装は攻撃用の鎌も具現化するかなり珍しいものである。
小説第2巻ラストにおいて事態が収拾したことから、マジエールに帰っていった。
マジエール公王家とマジエール王家との関係については、用語節を参照。
八丁屋 ノエリ（はっちょうや ノエリ）
小説第3巻より登場した将太の母で、マジエール公国出身。
魔法研究者として名が高い。魔法の能力も高いが、攻撃魔法は不得手であるとノエリ自身が述べている。容姿はマジエール公国出身者らしく日本人ばなれしており、日本人そのものの容姿である将太は中学にあがるまでは自分とノエリが実の親子であることに疑いを持っていた。
己の目的の達成のためには手段を選ばないところがあり、小説第1巻ではアルを、小説第2巻ではリズを将太のところに行くように仕向け騒動の元となった。小説第3巻でも自らの目的を達するため、将太を初めとする周りの人間に様々な形で迷惑や厄介ごとなどを振りまく形となっている。

## 用語
魔法抑止物質「MISO」
MISOは「the Material of an Impediment to the Sorcerer's Orders」の略である（ただし、漢字表記は「味噌」）。魔法の発動および魔法により出現した事象も消し去る効果を持つ。とある微生物が生み出す化学物質がその実体と考えられているが、詳細は不明とされている。
第一次世界大戦時におけるマジエール公国の魔法使いの活躍により、第二次世界大戦においては当初魔法が全面的に実戦投入されたが、日本においてMISOの魔法抑止効果が明らかになったことにより、魔法は「抑制が可能なスーパーパワー」としてあまたの中の一技術としての位置づけとなった。
作中の描写では液状の「MISOエキス」にして散布するといった使用法がよく見られる。
MISOキャンセラー
将太が持つ能力であり、MISOの効力を打ち消して魔法を有効とすることができる。命名はMISO研究者である将太の父・太志。
現在の世界はMISOの存在によって魔法能力のない一般人も必要以上に魔法の脅威を感じることなく生活することができている状態であるが、MISOキャンセラーはこの状態を根底から覆しかねないものである。そのため将太も自身がこの能力を保有していることを隠しているが、ストーリーの進展によりマジエール公王家などには将太がこの能力を保持していることは明らかになってしまっている。このため将太はマジエール公国サイドにおいても要注意人物としてマークされることとなる。
マジエール公国
中央ヨーロッパの内陸にあるとされる架空の小国。魔法大国として知られており、全世界における有力な魔法使いの多くがマジエール公国の縁者である。
その名を世界に轟かせたのは、第一次世界大戦時にマジエール公国に侵攻したドイツ軍をマジエール公国の魔法使い「剣持たぬ騎士」12名が撃退したことである。当時戦場での運用が開始された航空戦力を生身の人間が武器なしで空中で撃退した事実は、全世界に衝撃をもって伝えられた。この結果により以後各国では戦力としての魔法の研究が進み、第二次世界大戦開始時には各国とも魔法戦力を戦線に投入したが、日本において発見されたMISOにより魔法の栄光はあっけなく潰えることとなった。このため魔法の総本山たるマジエール公国においては日本に対しての恨みは深く、両国の間で国交が結ばれたのも作中のストーリー開始時からみて3年前とつい最近である。
政体としては公王を国家元首とする公国であるが、マジエール公王家の他に家系的な本家筋としてマジエール王家も存在している。ただし「マジエール王国」は作中においても存在しない。マジエール公王家とマジエール王家との関係は、特に対立があるなどもなく平穏なものである。
現在の公王はアルおよびセレスの母である。アルによれば公王位の継承については「そのうちじゃんけんでもして決める」とのこと。
魔昇石
触れている術者の魔法の能力を高める能力を有している石。場合によっては、本来現世界では使用不可能であるはずの魔法の使用を可能にすることもある。
魔昇石としての能力は概ね大きさに比例するものと考えられており、基本的に大きいものほど能力（容量）が高い。
ノエリの研究テーマの一つでもあり、小説第3巻においてノエリは本来の魔昇石とほぼ同じ効果を発揮する「擬似魔昇石」を実用可能な段階まで開発している旨が描写されている。ただし擬似魔昇石には副作用があり、ノエリが通常使用している研究が進んだ段階のものは副作用が抑えられているが、研究初期のものは深刻な副作用を術者にもたらすこととなる。
魔法礼装
純血のマジエール人のみが使うことができる防御魔法であり、防御に加えて攻撃補助の役割も持つ魔法である。魔法使いランキングの上位100名の9割をマジエール人が占めるのは魔法礼装を使えるがためとも言われている。マジエール公国においては魔法礼装の会得が一人前の証の一つとされることもあり、アルが将太の下に来たのもマジエール公王家において一人前として扱われるために必須である魔法礼装を習得するためであった。
魔法礼装の発現形態は術者によって異なっており、小説第3巻までに描写されたものとしては、アルが赤を基調としたゴスロリ調のもの、セレスが白基調のドレス、マヌエラが西洋式の氷の甲冑、リズが青基調の将校の軍服である。なおリズの魔法礼装は攻撃用の鎌も同時に具現化する珍しいものである。

## 作風
著者の澄守は本作がデビュー作であり、小説第1巻あとがきにおいて「味噌が魔法を打ち消してしまう現代世界を舞台にしたコメディ」と本作を説明している。小説第2巻あとがきにおいては「バトルありのコメディ路線はそのままに、キャラクター同士の『絆』やキャラクターの『成長』にスポットをあててみた。」との趣旨で作品に触れている。作品完結となった小説第4巻あとがきにおいては「作品の区切りにあたり、主要な登場人物それぞれの気持ちにどのように区切りをつけるかを意識して執筆した。」との趣旨で本作につきまとめている。

## 評価
第1回講談社ラノベ文庫新人賞にて大賞を受賞した。同賞の選考委員を務めた藤島康介・平坂読・大沼心は本作を以下のように評している。

## 既刊一覧
講談社ラノベ文庫より刊行、全4巻。他に尖端出版（台湾）より翻訳版が刊行されている。
| タイトル | タイトル                  | 初版発行日（発売日）   | ISBN              |
| -------- | ------------------------- | ---------------------- | ----------------- |
| 1        | 魔法使いなら味噌を喰え!   | 2011年12月2日（同日）  | 978-4-06-375207-6 |
| 2        | 魔法使いなら味噌を喰え! 2 | 2012年3月2日（同日）   | 978-4-06-375223-6 |
| 3        | 魔法使いなら味噌を喰え! 3 | 2012年6月29日（同日）  | 978-4-06-375245-8 |
| 4        | 魔法使いなら味噌を喰え! 4 | 2012年11月30日（同日） | 978-4-06-375268-7 |

## プロモーションアニメ
第1回講談社ラノベ文庫新人賞の作品募集時に制作が告知されていたものである。2012年6月15日21時よりニコニコ動画生中継にて初公開された。同6月22日からは講談社ラノベ文庫サイト他にて公開中である。本プロモーションアニメについてはテーマソング「Sign」についてlivetune・Yun*chiの新曲リリースの場としての切り口からも注目された。
映像の内容としては、小説第1巻におけるエピソードをベースとしたものとなっている。原作者の澄森は小説第3巻あとがきにおいて本アニメにつきスタッフに謝辞を述べると共に「アルが動いたりしゃべったりするのがいい」との趣旨で感想を述べている。

### キャスト
- 八丁屋将太：鈴木達央[6]
- アルテミシア：日高里菜[6]
- セレスティーヌ：中原麻衣[6]
- マヌエラ：広橋涼[6]
- ナレーション・黒服：立木文彦[6]

### スタッフ
- 監督・構成・絵コンテ：別所誠人
- 原作：澄守彩
- 原作イラスト：シロウ
- 企画：森田浩章、三浦亨
- プロデューサー：渡辺協
- キャラクターデザイン・総作画監督：大島美和
- 作画監督：今泉賢一、加藤里香、さとう陽、平山円
- 美術監督：飯島寿治
- 美術設定：中村嘉博
- 色彩設計：大内綾
- コンポジットディレクター：平林奈々恵
- 編集：右山章太
- 音響監督：本山哲
- 音楽制作：トイズファクトリー、インクストゥエンター
- 音楽：kz（livetune）
- アニメーション制作：AIC
- 企画・製作：講談社

### テーマソング
- 「Sign」livetune adding Yun*chi（TOY'S FACTORY）